# Fluentd
Fluentd는 트레저 데이터(Treaure Data)에서 개발된 크로스 플랫폼 오픈 소스 데이터 수집 소프트웨어 프로젝트이다. 주로 루비 프로그래밍 언어로 작성되어 있다.
Fluentd는 반-비정형 데이터 집합을 위한 빅 데이터 도구이다. 아파치 카프카처럼 이벤트 로그, 애플리케이션 로그, 클릭스트림을 분석한다.